# 엣추지마역
엣추지마역(일본어: 越中島駅, えっちゅうじまえき)은 일본 도쿄도 고토구에 있는 철도역이다.

## 타는 곳
| 1 | ■ 게이요 선 | 신키바・가이힌마쿠하리・소가 방면 |
| 2 | ■ 게이요 선 | 도쿄 방면                         |

## 역세권 정보
- 도쿄 해양대학 해양공학부 캠퍼스

## 역사
- 1990년 3월 10일: 영업 개시.

## 인접역
| 게이요선           | 게이요선  | 게이요선         |
| ------------------ | --------- | ---------------- |
| 핫초보리 도쿄 방면 | 보통•급행 | 시오미 소가 방면 |